# Пальоса
Пальоса е община в мезорегион Гранде Флорианополис, щата Санта Катарина, Бразилия с обща площ 394.662 км² и население 122 471 души (2008).